# Tanel Padar

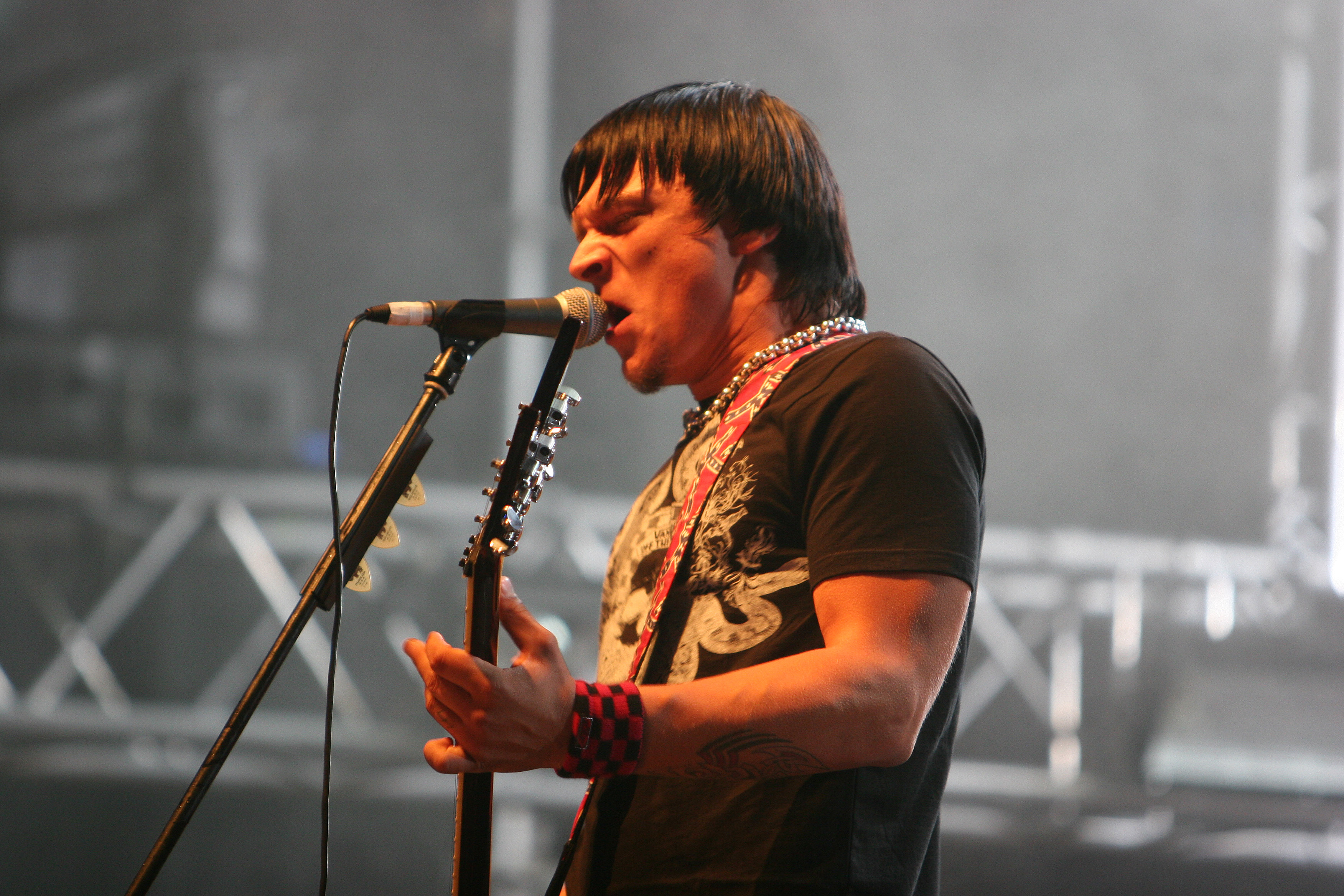
Tanel Padar

Tanel Padar (n. 27 octombrie 1980, Haljala, Lääne-Viru maakond, Estonia) este un cunoscut cântăreț eston. Împreună cu 2XL și Dave Benton au câștigat concursul muzical Eurovision 2001. Melodia interpretată de toți aceștia era Everybody (Toți).